# 费尔南多·皮昆
费尔南多·阿尔瓦罗·皮昆·德莱昂（Fernando Álvaro Picún de León ，1972年2月14日—）是一名已退役的乌拉圭足球运动员。他在退役前是一名后卫。他曾入選烏拉圭國家足球隊並代表國家隊參加1999年在巴拉圭舉行的1999年美洲杯足球赛的比賽。